# غوهر (دلغان)
غوهر (بالفارسية: گوهر) هي قرية تقع في قسم هوديان الريفي (مقاطعة دلغان) في إيران. يقدر عدد سكانها بـ 47 نسمة بحسب إحصاء 2016.